# Eupithecia intolerabilis
Eupithecia intolerabilis är en fjärilsart som beskrevs av András Vojnits 1981. Eupithecia intolerabilis ingår i släktet Eupithecia och familjen mätare. Inga underarter finns listade i Catalogue of Life.